# Aroldo Fedatto
Aroldo Fedatto (Ponta Grossa, 16 de octubre de 1924 - Curitiba, 9 de septiembre de 2013) fue un jugador de fútbol profesional brasileño que jugaba en la demarcación de defensa.

## Biografía
Aroldo Fedatto debutó como futbolista profesional en 1940 a los 16 años de edad con el Coritiba FBC, tras permanecer ocho años en el club y habiendo ganado cuatro Campeonatos Paranaense en 1941, 1942, 1946 y 1947, fue cedido al Botafogo de Futebol e Regatas con el que ganó el Campeonato Carioca. En verano de 1948 volvió al Coritiba FBC, donde permaneció otros diez años más, hasta 1958 y habiendo ganado otros cinco campeonatos paranaense más, año en el que se retiró como futbolista a los 34 años de edad.
Aroldo Fedatto falleció el 9 de septiembre de 2013 a los 88 años de edad en Curitiba.

## Clubes
| Club                          | País   | Año         |
| ----------------------------- | ------ | ----------- |
| Coritiba FBC                  | Brasil | 1940 - 1948 |
| Botafogo de Futebol e Regatas | Brasil | 1948        |
| Coritiba FBC                  | Brasil | 1948 - 1958 |

## Palmarés
Coritiba FBC
- Campeonato Paranaense (9): 1941, 1942, 1946, 1947, 1951, 1952, 1954, 1956 y 1957

Botafogo de Futebol e Regatas
- Campeonato Carioca: 1948